# Escola Superior de Ciências Empresariais
A ESCE, Escola Superior de Ciências Empresariais, é uma instituição Portuguesa de ensino superior, integrada no Instituto Politécnico de Viana do Castelo.
A Escola Superior de Ciências Empresariais (ESCE) fundada em 12 de novembro de 2001, está localizada no centro urbano de Valença – uma cidade histórica, na margem esquerda do rio Minho, de rara beleza paisagística e com elevado potencial de desenvolvimento económico e social.
Não obstante a sua curta existência, a ESCE disponibiliza já uma oferta formativa variada aos níveis de graduação e pós-graduação e, em breve, de especialização tecnológica. Paralelamente a estas actividades formativas, a ESCE tem-se ainda destacado na organização regular de conferências, seminários, exposições e outros eventos e actividades de disseminação de conhecimento, contribuindo assim para o enriquecimento cultural e cívico dos seus alunos, bem como da comunidade envolvente.
Para além da elevada qualidade do ensino ministrado, a ESCE proporciona aos seus alunos um ambiente de ensino-aprendizagem de excelência, onde se notam a proximidade e bom relacionamento entre professores e alunos, dinamismo e empenho do seu corpo docente e colaboradores, que continuamente envidam esforços para o sucesso do projecto ESCE, e em consequência, dos seus alunos.

## Licenciaturas
- Contabilidade e Fiscalidade
- Gestão Distribuição e Logística
- Marketing e Comunicação Empresarial
- Organização e Gestão Empresariais

## Pós-Graduações
- Fiscalidade Ibérica
- Gestão da Qualidade
- Marketing Digital e E-Business

## Mestrados
- Logística (APNOR)
- Marketing

## Cursos Técnicos Superiores Profissionais
- Contabilidade e Gestão para PME
- Gestão da Qualidade
- Transportes e Logística